# Comtat de Clarmont
Comtat de Clarmont és el nom sovint donat al Delfinat d'Alvèrnia del 1155 al 1302, període en el qual el nom de Delfinat i títol de Delfí no era reconegut, i el títol adequat, de comtes d'Alvèrnia, estava usurpat per una altra branca familiar. Es deia així perquè els comtes-delfins d'Alvèrnia tenien el seu origen en el vescomtat de Clarmont i governaven sobre la meitat de Clarmont d'Alvèrnia.